# Technics SL-1200

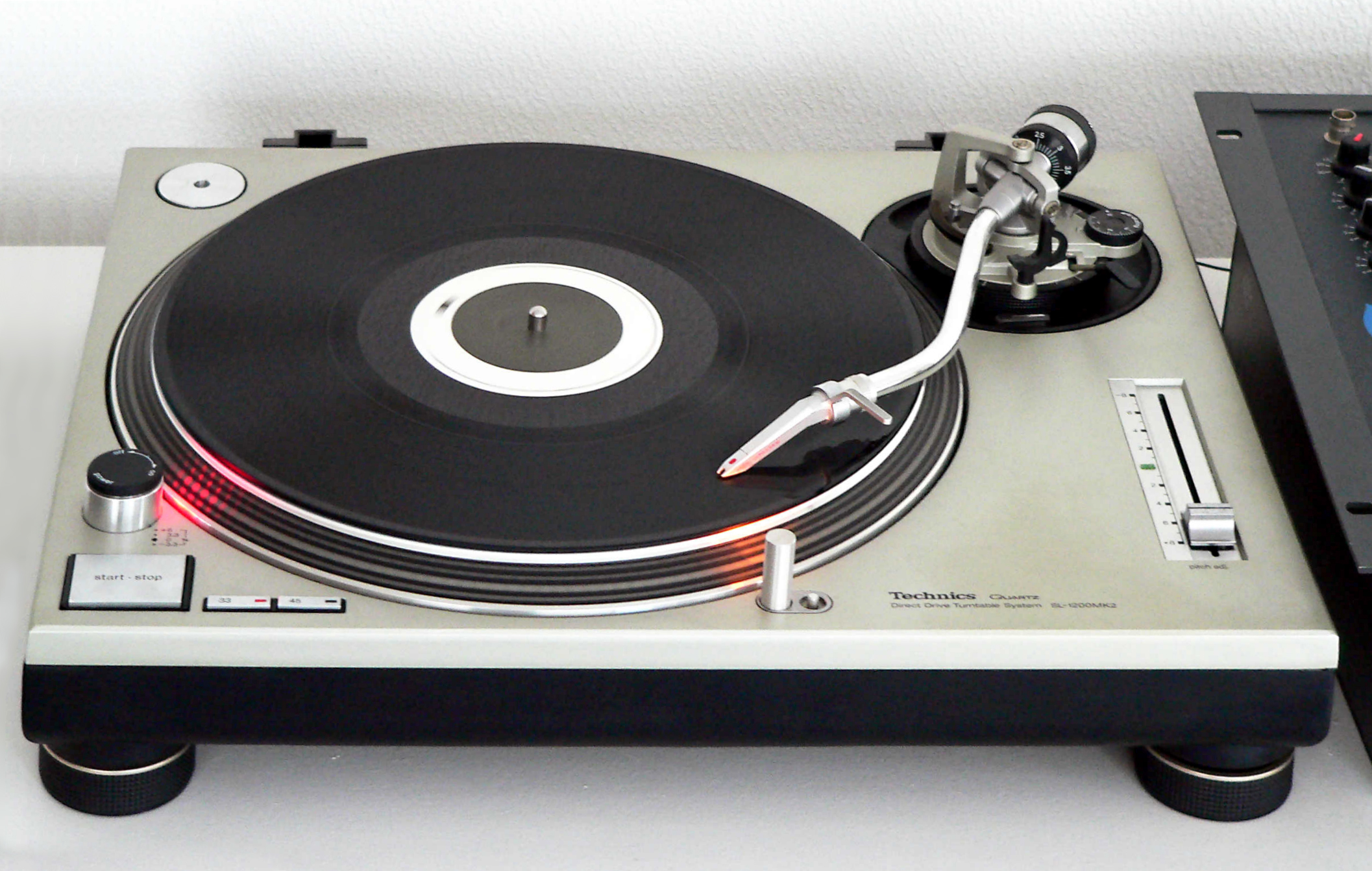
Technics SL-1200MK2.

Technics SL-1200 é uma série de toca-discos fabricados desde Outubro de 1972 pela Matsushita sob o pseudônimo de Technics. Originalmente lançado com um toca-discos de alta qualidade, rapidamente foi adotado por radialistas e disc jockeys. Desde o seu lançamento em  1978, SL-1200MK2 e seus sucessores tem sido o toca-discos mais comum entre os DJs de clubes e o DJs de performance (turntablists) que as usam para os scratches. As MK2 apresentaram diversas mudanças, incluindo alterações no motor e aparência externa. Desde 1972, mais de 3 milhões de unidades foram vendidas. Muitos dos modelos fabricados nos anos 70 ainda estão em uso. Rappers se referem ao toca-discos como "1200", "Technics", "Tec 12" e "ones and twos". Em uma carta para os consumidores a panasonic afirmou que no fim de 2010 iria parar a produção de toda linha de Toca-discos. Um dos motivos é a queda das vendas nesta década.

## Modelos
- A original SL-1200, lançada em 1972, foi comercializada como um toca-disco de alta qualidade.
- A SL-1200MK2, lançada em 1978, tem acabamento prata. Futuramente os modelos 1200 também seriam comercializados com acabamento preto. Technics atualizou o motor e a resistência a choques;  pitch rotativo foi substituído pelo controle deslizante. Este é agora o modelo base e o mais velho ainda em produção.
- A SL-1200MK2PK é comercializada apenas nos EUA com acabamento preto.
- A SL-1210MK2 é a versão preta das SL-1200MK2.
- A SL-1200MK3, lançada em 1989, tem acabamento preto assim como as 1210, plugues RCA dourados. Foi destinado apenas para o mercado asiático.
- A SL-1200M3D (1997) teve adicionado um botão de quartz que reseta o pitch imediatamente ao ponto 0.
- A SL-1210M3D é a mesma versão que a SL-1200M3D exceto pelo acabamento preto.
- A SL-1200MK4 (1997) é somente disponibilizada para venda no Japão. Este é o último modelo que possui o vão no meio do controle deslizante do pitch. Foi adicionado um terceiro botão de 78 rotações a direita dos botões de 33 e 45 RPM. Foi também desenhada com cabos RCA removíveis.
- A SL-1200MK5 aumenta o controle anti-skate de 0–3 para 0-6 gram-force.
- A SL-1210MK5 é a versão preta da SL-1200MK5.
- A SL-1210M5G foi lançada no Japão em primeiro de Novembro de 2002 (junto com a MK5). É a versão de aniversário de 30 anos da SL-1200. A diferença desta para modelo MK5 é a habilidade de variar o pitch entre ±8% e ±16%. A luz de iluminação é azul assim como a iluminação do pitch. O controle de pitch neste modelo é totalmente digital.
- SL-1200LTD (lançado em Setembro de 1995) totalmente baseada na MK3, ele tem um acabamento preto brilhante piano com manchas de ouro, e sua corrida de produção foi limitada a apenas 10.000 unidades.
- SL-1200GLD (lançado em 2004), um outro modelo de edição limitada, com apenas 3.000 unidades fabricadas. O GLD tem um acabamento em preto brilhante, sem as manchas de ouro do LTD. Ele é baseado no modelo MK5G, com o azul (em vez dos brancos) luzes alvo.
- SL-1200MK6-K & SL-1200MK6-S (lançado em fevereiro de 2008 no Japão) com pequenas melhorias, incluindo melhorou montagem tonearm e fio de cobre livre de oxigênio que está sendo usado para o sinal, melhor amortecimento de vibrações no corpo, melhorias no controle de pitch exactidão e melhores LEDs. modelo S tem um acabamento prata como o MK2. SL-1200MK6K1 é o mesmo que o SL-1200MK6, exceto com um acabamento preto fosco como a MK2. Lançado em 12 de dezembro de 2007 (no Japão) como uma edição especial 35º aniversário, em uma limitação de apenas 1000.
- SL-1200GAE (Lançada no verão de 2016 nos 50º de aniversário com edição limitada) Uma redefinição feita a partir do "zero" das famosas MK2, segundo o CTO da Technics o Sr.Tetsuya Itani afirma que o processo de design para o novo projeto ia ser mais complicado porque as ferramentas originais para fabricação já não existia mais. Fabricada em uma placa de alumínio fundido e isolada a acústica com camadas de borracha para eliminar ressonância desnecessária, conseguindo assim uma elevada rigidez e amortecimento de vibrações, motor redesenhado para melhora considerável no torque e sem núcleo de ferro onde elimina o cogging( degradação na qualidade sonora causada por rotação irregular). Além disso, a construção de duplo rotor reduz a carga de apoio, mantendo alto torque, e também reduz minuto de vibração durante a rotação, terminais fono banhados a ouro, etiqueta de ajuste de equilíbrio (teste após a montagem do toca discos), ajuste de torque, ajuste de brake(freio do start stop), 3 velocidades: 33 1/3 rpm, 45 rpm, 78 rpm, pitch com variação de ±8%, ±16%, Aproximadamente pesando 18 kg.